# Odon iz Novare
Odon iz Novare, tudi Odon iz Jurkloštra, italijanski kartuzijan in svetnik, * 1100, Novara, † 14. januar 1198, Tagliacozza. Goduje 14. januarja.

## Življenje
Odon se je rodil v italijanskem mestu Novara leta 1100. Že v zgodnji mladosti je vstopil v Kartuzijski samostan Casotta, ker je po Pravilih svetega Bruna živel silno strogo, ljubil molk in premišljevanje. Sobratje so mislili, da bo znal po isti poti voditi tudi menihe v Jurkloštru. Od kdaj je bil v Sloveniji, ni zanesljivo znano, ker je verjetno najprej nekaj let živel v Kartuziji Žiče. Bil je že v visoki starosti, ko so ga leta 1189 izvolili za priorja Jurkloštrske kartuzije. Tu je ostal dve leti in zaradi težav s pokorščino sobratov se je odpravil k papežu Klemenu III., da ga je le-ta odvezal od dolžnosti priorja. Ko se je vračal nazaj v Jurklošter je hudo zbolel in je ostal v Benediktinskem samostanu Trisulti, kjer je živel še naprej po strogih Pravilih svetega Bruna. S tem je tako vplival na svoje gostitelje, da so pozneje leta 1208 svoj samostan spremenili v kartuzijo. O njegovi svetosti je zvedela opatinja Adihusa iz bližnjega nunskega samostana in ga poprosila, da bi se stalno naselil pri njih kot spovednik. Zgradili so mu celico po predpisih kartuzijanov, ker je veliko molil in trdo delal, ker je hotel z lastnim delom pripomoči k preživljanju. Edina pot iz celice je bila pot v cerkev, kjer je imel govore za redovnice in za množice, ki so se zgrinjale, da poslušajo njegovo v srce segajočo besedo. Ob tem se je mnogo ljudi spreobrnilo. Odon je tedaj že prekoračil devetdeseto leto starosti in je bil tako zatopljen v večnost, da se je ljudem dozdevalo, da je samo še glasnik onostranstva. O njem je šel glas, da je vsaka prošnja, ki jo ljudem na ljubo predloži Bogu, vidno uslišana.
Odon je  14. januarja 1198 v vidni blaženosti izdihnil.  Papež Gregor IX. je dal ob procesu za blaženega leta 1240 zaslišati 106 prič, ki so poročale o dokazih za njegovo izredno svetost, ker pa niso mogli zbrati podatkov iz ostalih krajev, tudi ne iz Slovenije, je odlok o razglasitvi za blaženega izšel šele leta 1859 in potrdil čaščenje, ki se je obdržalo več kot šest stoletij.